# 安平六角頭
安平六角頭為台灣舊安平地區的六個聚落，分別為海頭社、港仔尾社、王城西社、灰窯尾社、十二宮社和囝仔宮社。其中「角頭」（kak-thâu）為台語，教育部台灣閩南語常用詞辭典的定義是「地方上的某一處」，引申為聚落的意思。而「社」，原先是指台灣原住民部落的單位，只有在安平是指漢人居住的地方。

## 形成
清朝初期，安平延續明鄭時期的軍事地位，是全臺水師重鎮聚落，主要組成人口為水師官兵，但因為有班兵制度，每隔三年由福建水路各營兵丁輪替來台，人口組成為暫時性居住，並非定居人口。
道光以後，三郊船貨由安平港進出，遂成為臺灣府城的重要港口。且雍正、乾隆年間准許攜眷渡台，安平漢人日漸增加，社會組成轉為家庭為主。因此，聚落以市仔街為中心形成，主要有六個角頭，分別為：海頭社、港仔尾社、王城西社、灰窯尾社、十二宮社和囝仔宮社，亦稱六部社。各個角頭又以境主廟為中心，發展出各自的信仰，同時祭祀行為也是凝聚居民的主要因素。

## 六角頭境主廟
|          | 境主廟 |
| -------- | ------ |
| 海頭社   | 廣濟宮 |
| 灰窯尾社 | 弘濟宮 |
| 王城西社 | 西㡣殿 |
| 十二宮社 | 三靈殿 |
| 囝仔宮社 | 妙壽宮 |
| 港仔尾社 | 靈濟殿 |

## 社名緣由及形成順序
海頭社當時最靠近安平港，所以得名「海頭」；十二宮社相傳最早有十二間房舍，從「十二間」的台語演變成「十二宮」。因為此二角頭地勢較高不易淹水，推測開發時間較早，應於康熙初年已發展成聚落。
接著囝仔宮社應形成於乾隆年間，因其境主廟妙壽宮創立於1747年（乾隆二十年）。從前有許多小孩會在妙壽宮前嬉戲，故妙壽宮又被稱為囝仔宮，角頭也因此得名。
灰窯尾社和王城西社地勢低窪，推測發展時間較晚，應是六角頭中最慢形成的。灰窯尾社的由來是從前安平有三座蚵灰窯，最早的一座就在今灰窯尾社的位置，通常會唸作「hiô-bué」；王城西社則顧名思義是位於王城（熱蘭遮城）的西邊的聚落。

## 演變
西元1979年（民國68年），原屬南區的漁光里（舊稱三鯤身）合併進安平區，三鯤身社因此成為安平第七角頭，境主廟為雲濟宮。90年代，許多民眾搬遷到五期重劃區，新安平地區有了許多新興的宗教信仰，部分認同安平祭祀信仰圈的廟宇如杭州殿、興和宮、金龍宮，依照地理位置規畫為億載社、上鯤身社和華平社，從此形成了安平十角頭。
近年來，安平的民間信仰逐漸個人化，居民較少參與祭祀活動，各個角頭的凝聚力已經不若以往。